# 5. korpus vojnega letalstva in protiletalske obrambe (JLA)
Za druge 5. korpuse glejte 5. korpus.
5. korpus vojnega letalstva in protiletalske obrambe je bil korpus vojnega letalstva in protiletalske obrambe v sestavi Jugoslovanske ljudske armade.

## Zgodovina
5. korpus vojnega letalstva in protiletalske obrambe je nastal z reorganizacijo 1. letalskega korpusa.

## Organizacija
1991
- poveljstvo
- štabna helikopterska eskadrilja, letališče Pleso, Zagreb
- 82. letalska brigada, Letališče Cerklje, Cerklje ob Krki
- 105. lovsko-bombniški letalski polk, letališče Zemunik, Zadar
- 111. letalska brigada, Letališče Pleso, Zagreb
- 117. lovski letalski polk, Bihać
- 185. lovsko-bombniški letalski polk, Pulj